# Любян
Любян (пол. Lubian, нім. Groß Lauben) — село в Польщі, у гміні Ґрунвальд Острудського повіту Вармінсько-Мазурського воєводства.
Населення — 61 особа (2011).

## Демографія
Демографічна структура станом на 31 березня 2011 року:
|          | Загалом | Допрацездатний вік | Працездатний вік | Постпрацездатний вік |
| -------- | ------- | ------------------ | ---------------- | -------------------- |
| Чоловіки | 35      | 11                 | 22               | 2                    |
| Жінки    | 26      | 7                  | 14               | 5                    |
| Разом    | 61      | 18                 | 36               | 7                    |